# 透明怪人
透明怪人（とうめいかいじん）は月刊娯楽雑誌「少年」（光文社）に1951年に連載された江戸川乱歩作の少年向け推理小説シリーズの第7話目である。

## 概要
目に見えない透明人間登場するなど、SF小説色がある作品になっている。
怪人二十面相が透明人間及び透明人間を作り出した科学者に扮して様々な事件を起こす。透明人間のトリックとしてアヤツリ、幻灯、腹話術、ブラックマジック、鏡トリックが用いられている。

## あらすじ
目に見えない透明怪人が連日事件を引き起こし東京中を震撼させる。
明智小五郎と小林少年らが少年探偵団がこれらの謎の解明に乗り出すことになった。

## 登場人物
- 島田少年 - 骨董屋で木下少年と透明怪人を目撃し、その後家の周辺で異変が起こる。
- 明智小五郎 - 数々の事件を解決した名探偵。
- 黒川記者 - 東洋新聞の記者で空気男を最初に目撃した。
- 木下少年 - 島田少年とともに骨董屋で透明怪人を目撃した。